# أوتمار هيتسفيلد

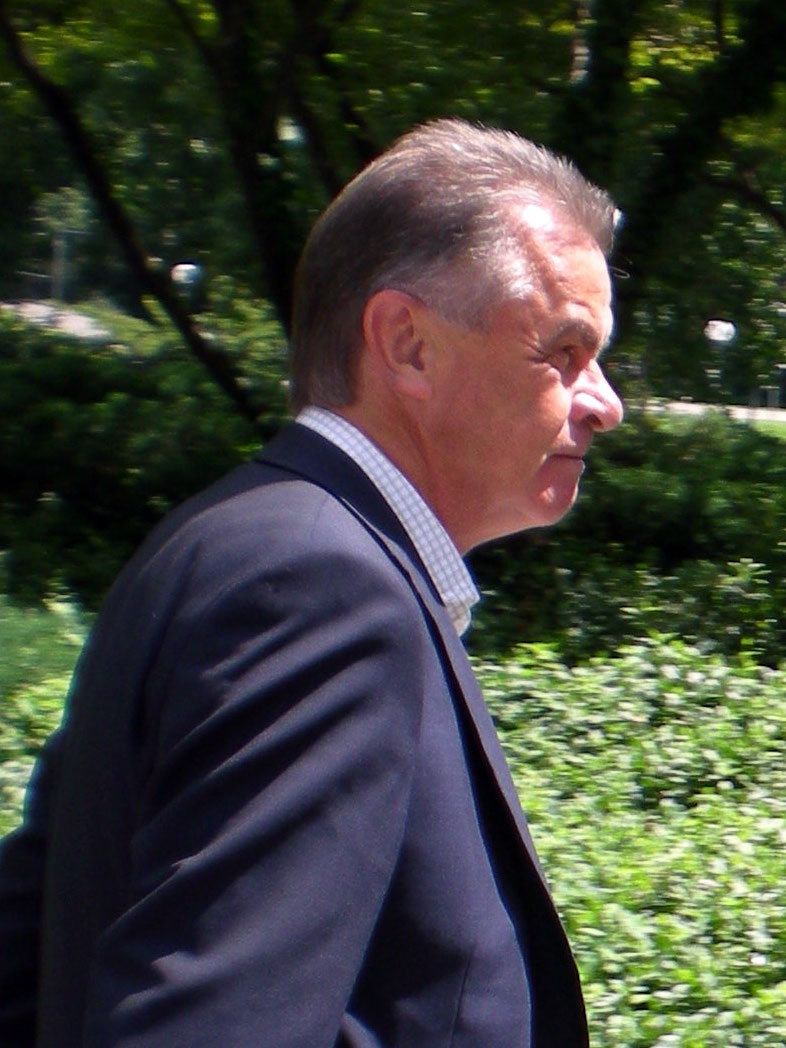
أوتمار هيتسفيلد

أوتمار هيتسفيلد (بالألمانية: Ottmar Hitzfeld) ( 12 يناير 1949 - ) مواليد لوراخ بأقصى الجنوب الغربي لولاية بادن فورترمبيرغ، لاعب كرة قدم ألماني سابق، ومدرب كرة قدم حالي، وهو من أفضل المدربين على الساحة الألمانية، حيث درب بروسيا دورتموند وبايرن ميونخ، وقد حقق معهما دوري أبطال أوروبا.

## مسيرته كلاعب
بدأ هيتسفيلد لعب الكرة مع نادي توس ستيتن في سنة 1960، ولعب لهم حتى سنة 1967، ثم انتقل إلى نادي لوراتش، وفي سنة 1971 تركهم وانتقل إلى نادي بازل السويسري، ولعب لهم حتى سنة 1975، وفاز معهم بلقب الدوري السويسري مرتين (1972 و 1973) وكأس سويسرا مرة واحدة (1975)، وحصل معهم على لقب هداف الدوري السويسري في سنة 1973 برصيد 18 هدف، وعاد بعدها إلى ألمانيا، ولعب لنادي شتوتغارت حتى سنة 1978.
و في سنة 1978 عاد هيتسفيلد إلى سويسرا، ولكن هذه المرة لنادي لوغانو لمدة سنتين، وبعدها انتقل إلى نادي لوزيرن حيث اعتزل كرة القدم بعد أن لعب لهم حتى سنة 1983.

## مسيرته كمدرب
بعد أن اعتزل كرة القدم كلاعب، قام مباشرة بالإتجاه إلى التدريب.
- درب نادي زوق السويسري في موسم 1983/1984
- في سنة 1984 انتقل إلى تدريب نادي أوراوا السويسري، ودربهم لمدة أربعة أعوام، واستطاع خلالها أن يحقق لقب كأس سويسرا في سنة 1988.
- انتقل إلى نادي غرافشوربر السويسري، ودرب لمدة ثلاثة مواسم، وفاز معهم بلقب الدوري السويسري مرتين (1990 و 1991) وكأس سويسرا مرتين (1989 و 1990).
- في سنة 1991 عاد إلى ألمانيا، ودرب نادي بروسيا دورتموند، وقادهم إلى الفوز بلقب الدوري الألماني مرتين (1995 و 1996) وحققوا لقب دوري أبطال أوروبا في سنة 1997
- في سنة 1998 انتقل إلى تدريب نادي بايرن ميونخ اللألماني واستمر معهم حتى سنة 2004، وفاز معهم بلقب الدوري الألماني أربع مرات (1999 و 2000 و 2001 و 2003) وفاز بلقب كأس ألمانيا مرتين (2000 و 2003) وفاز بدوري أبطال أوروبا مرة واحدة (2001) وفاز في كأس العالم للأندية مرة واحدة (2001).
- تولى تدريب منتخب سويسرا لكرة القدم في كأس العالم 2010 بجنوب أفريقيا.

اعتزل التدريب في 2014 بعد خروج منتخب سويسرا من كأس العالم من دور ال 16 

## روابط خارجية
- أوتمار هيتسفيلد على موقع الاتحاد الدولي (مؤرشف)  (الإنجليزية)
- أوتمار هيتسفيلد على موقع قاعدة بيانات كرة القدم.إي يو (الإنجليزية)
- أوتمار هيتسفيلد على موقع بيانات كرة القدم. دي إي (الألمانية)
- أوتمار هيتسفيلد على موقع ناشيونال فوتبول تيمز (الإنجليزية)
- أوتمار هيتسفيلد على موقع عالم كرة القدم.نت (الإنجليزية)
- أوتمار هيتسفيلد على موقع كووورة
- أوتمار هيتسفيلد على موقع أوليمبيديا (الإنجليزية)